# 经公桥镇
经公桥镇，是中华人民共和国江西省景德镇市浮梁县下辖的一个乡镇级行政单位。

## 行政区划
经公桥镇下辖以下地区：
经公桥社区、经公桥村、鸦桥村、歧田村、源港村、港口村、港北村、储田村、柳溪村、金家村、新田村、新源村、经公桥镇西坑林场生活区和经公桥镇东风林场生活区。